# Islamej
Islamej - fantasia orientale, op. 18 è una composizione per pianoforte solo di Milij Alekseevič Balakirev.

## Storia della composizione
Balakirev trovò l'ispirazione per scrivere Islamej in occasione di un viaggio in Caucaso, come scrisse in una lettera ad Eduard Reiss:
Il pezzo fu composto nel giro di un mese, in contrasto con l'abitudine di Balakirev di impiegare a volte anni per completare un lavoro, e fu revisionato dal compositore nel 1902. Le sue difficoltà tecniche lo resero popolare tra i virtuosi, come Nikolaj Rubinštejn a cui il brano venne dedicato, Franz Liszt e, in tempi più recenti, pianisti quali Martha Argerich e Vladimir Horowitz. Balakirev, che all'epoca era considerato un virtuoso, una volta ammise che vi erano alcuni passaggi del pezzo che non riusciva a padroneggiare. Aleksandr Skrjabin si infortunò gravemente la mano destra mentre stava forsennatamente esercitandosi su Islamej e su Réminiscences de Don Juan di Liszt, anche se poi riuscì a guarire.
Il pezzo ha avuto un'influenza duratura sulla musica per pianoforte solo: Ravel una volta disse ad un amico che il suo scopo nello scrivere Gaspard de la nuit era quello di comporre un pezzo che fosse più difficile di Islamej. Aleksandr Borodin ne introdusse alcune citazioni nella sua opera Il principe Igor', e lo stesso fece Nikolaj Rimskij-Korsakov in Shahrazād. Islamej è stato arrangiato due volte per orchestra, da Alfredo Casella, mentre Balakirev era ancora in vita, e da Sergej Ljapunov.
Alcuni lavori musicologici hanno dimostrato che le melodie incluse da Balakirev in questo lavoro sono ancora presenti nella musica popolare dell'ex URSS. Il primo tema è una varietà di lezginka, una danza della Cabardino-Balcaria, mentre il secondo tema è una canzone d'amore tatara. Lo stesso Balakirev indicò nella partitura che la coda doveva essere suonata come un trepak, un'altra danza tradizionale russa.

## Struttura della composizione
Islamej è diviso in tre parti: quella iniziale (Allegro agitato) che introduce il tema principale, una sezione intermedia (Tranquillo – Andantino espressivo) che introduce un tema completamente nuovo (entrambi descritti nella citazione sopra riportata), e la terza (Allegro vivo – Presto furioso) che ritorna al tema principale. Le varie edizioni esistenti presentano numerosi passaggi fra loro alternativi (ossia), sia più facili che più difficili.